# Rachel Komisarz
Rachel Komisarz (née le 5 décembre 1976 à Warren), est une nageuse américaine, spécialiste de papillon et de la nage libre. Elle a débuté au niveau international en 2002, obtenant trois médailles aux Mondiaux en petit bassin cette année. Un an plus tard, elle est championne du monde en grand bassin dans le relais 4 × 200 m nage libre. Lors des Jeux olympiques de 2004, elle gagne deux médailles dont une d'or pour avoir participé aux séries des relais 4 × 200 m nage libre et  4 × 100 m quatre nages.

## Palmarès

### Jeux olympiques
- Jeux olympiques d'été de 2004 à Athènes (Grèce) : 
  -  Médaille d'or au titre du relais 4 × 200 m nage libre[1]
  -  Médaille d'argent au titre du relais 4 × 100 m 4 nages[1]
  - 11e du 100 m papillon

### Championnats du monde
Grand bassin
- Championnats du monde 2003 à Barcelone (Espagne) :
  -  Médaille d'or au titre du relais 4 × 200 m nage libre
- Championnats du monde 2005 à Montréal (Canada) :
  -  Médaille d'or au titre du relais 4 × 200 m nage libre[1]
  -  Médaille d'argent au titre du relais 4 × 100 m 4 nages
- Championnats du monde 2007 à Melbourne (Australie) :
  -  Médaille d'argent au titre du relais 4 × 100 m 4 nages

Petit bassin 
- Championnats du monde 2002 à Moscou (Russie) :
  -  Médaille d'argent au titre du relais 4 × 200 m nage libre
  -  Médaille d'argent au titre du relais 4 × 100 m 4 nages
  -  Médaille de bronze du 400 m nage libre
- Championnats du monde 2004 à Indianapolis (États-Unis) :
  -  Médaille d'or du relais 4 × 200 m nage libre
  -  Médaille d'argent du 100 m papillon
- Championnats du monde 2006 à Shanghai (Chine) :
  -  Médaille d'argent au titre du relais 4 × 100 m quatre nages
  -  Médaille d'argent du 100 m papillon
  -  Médaille de bronze au titre du relais 4 × 200 m nage libre
- Championnats du monde 2008 à Manchester (Royaume-Uni) :
  -  Médaille d'or au titre du relais 4 × 100 m quatre nages
  -  Médaille d'argent du 100 m papillon

### Championnats pan-pacifiques
- Championnats pan-pacifiques 2006 à Victoria (Canada) :
  -  Médaille d'or du relais 4 × 100 m quatre nages
  -  Médaille d'argent du 100 m papillon